# روستام خودزهاموف
روستام خودزهاموف (بالأوكرانية: Худжамов Рустам Махмудкулович)‏ (5 أكتوبر 1982 في أوكرانيا - ) هو لاعب كرة قدم أوكراني في مركز حراسة المرمى. شارك مع منتخب أوكرانيا تحت 21 سنة لكرة القدم ومنتخب أوكرانيا لكرة القدم. أما مع النوادي، فقد لعب مع دينامو كييف وزوريا لوهانسك وميتالورغ دونيتسك ونادي شاختار دونيتسك ونادي ميتاليست خاركيف وFC Dynamo-3 Kyiv ‏ وFC Dynamo-2 Kyiv ‏ وFC Kharkiv ‏ وهوفيرلا أوجهورود ‏ ونادي إيليتشيفيتس ماريوبول.

## وصلات خارجية
- روستام خودزهاموف على موقع الاتحاد الأوربي (الإنجليزية)
- روستام خودزهاموف على موقع اتحاد أوكرانيا (الإنجليزية)
- روستام خودزهاموف على موقع قاعدة بيانات كرة القدم.إي يو (الإنجليزية)
- روستام خودزهاموف على موقع بيانات كرة القدم. دي إي (الألمانية)
- روستام خودزهاموف على موقع ناشيونال فوتبول تيمز (الإنجليزية)
- روستام خودزهاموف على موقع Soccerway.com (الإنجليزية)
- روستام خودزهاموف على موقع عالم كرة القدم.نت (الإنجليزية)
- روستام خودزهاموف على موقع AS.com (الإسبانية)